# Frontespis

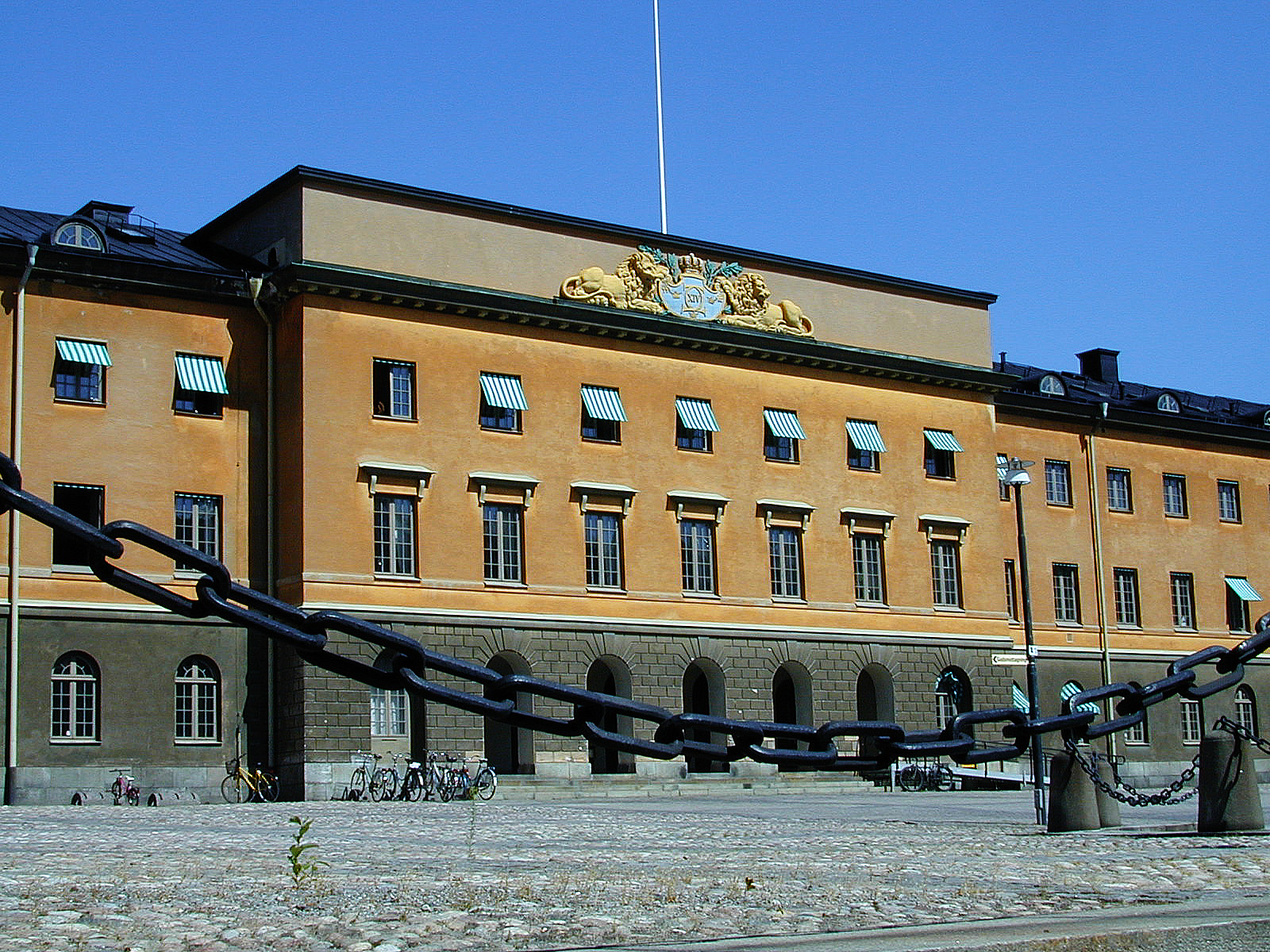
"Frontespisen", med fronton, på Riksantikvarieämbetets byggnad i Kvarteret Krubban på Storgatan 41 på Östermalm i Stockholm. Men detta är en oegentlig frontespis eftersom en utkragande byggnadsdel som denna utgör en gavel "fronton", medan en frontespis inte kragar ut från fasaden i övrigt.

Frontespis eller Frontispis (franska frontispice; av latin frons, genitiv frontis, panna, framsida,
och spicere, se, skåda).
Inom byggnadskonsten:
- En byggnads huvudfasad.
- Ett mer eller mindre starkt framträdande mittparti på en byggnads huvudfasad, avslutat med en fronton
- Ett över en byggnads taklist och på byggnadens mitt uppskjutande parti, avslutat med fronton. Herrgårdar är ofta försedda med dylika frontespiser med fönster till vindsrum (som kallas rum i frontespisen).

Inom bibliografin:
En dekorativ plansch, oftast utförd som kopparstick eller i en liknande grafisk teknik, som är bunden så att den hamnar på vänster om titelsidan när boken är uppslagen där. 